# Langue standard sud-coréenne
La langue standard sud-coréenne ou Pyojuneo (en coréen : 표준어 ; hanja : 標準語) est la version standard sud-coréenne de la langue coréenne. Elle se base sur le dialecte de Séoul, bien que divers mots soient empruntés à d'autres dialectes régionaux, et utilise l'alphabet coréen. Contrairement à la langue standard nord-coréenne ( 문화어, Munhwaŏ), la langue standard sud-coréenne comprend de nombreux mots sino-coréens (c'est-à-dire des mots empruntés au chinois ou au japonais), ainsi que certains mots anglais ou empruntés à d'autres langues européennes.

## Histoire
Lorsque la Corée était sous domination japonaise, l’utilisation de la langue coréenne était réglementée par le gouvernement japonais. Pour contrer l’influence des autorités japonaises, la Société de la langue coréenne a commencé à collecter des données sur les dialectes de toute la Corée pour ensuite créer sa propre version standard du coréen, avec la publication d'une orthographe unifiée en 1933. Le 19 janvier 1988, le ministère de l'Éducation a publié le Règlement sur la langue standard, annonce du ministère de l'Éducation n° 88-2 pour établir la norme coréenne moderne, laquelle a ensuite été modifié le 28 mars 2017 via l'annonce n° 2017-13 du ministère de la Culture, des Sports et du Tourisme,.